# Alfa Romeo Disco Volante Touring
La Touring Superleggera Disco Volante 2012 est un concept car présenté au Salon international de l'automobile de Genève en mars 2012 par la Carrozzeria Touring. Ce prototype roulant a servi de base pour la conception de l'Alfa Romeo Disco Volante Touring de série.

## Histoire
Ce concept-car reprend, 60 ans plus tard, la philosophie déjà mise en avant par la Touring lorsqu'en 1952, il présentait la fameuse Alfa Romeo Disco Volante.
La base du concept-car repose sur l'Alfa Romeo 8C Competizione de 2007. C'est un coupé à deux seules places doté de la motorisation Alfa Romeo V8 de 450 Ch.
La ligne très pure et futuriste de la Disco Volante 2012 est ornée du blason Alfa Romeo avec la présence du scudetto en V à l’avant et les jantes typiques avec le logo Alfa. La voiture a été récompensée par le prestigieux prix Villa d'Este Concept Award 2013.
Vu le succès remporté lors de l'exposition et les demandes de nombreux clients, Alfa Romeo et la Carrozzeria Touring décidèrent de mettre en production une série très limitée de ce prototype et proposèrent, l'année suivante, en 2013, une version coupé et, en 2016, un spyder, tous deux reposant sur la base de l'Alfa Romeo 8C Competizione.

## Les modèles de série
Les modèles de cette très petite série sont quasiment identiques au prototype. Seule la largeur a été réduite de 12 mm et la hauteur de 21 mm.
Des filets de couleur ont été proposés pour orner la calandre et les flancs, des jantes en alliage dorées en alternative aux jantes aluminium.
La mécanique reste celle de l'Alfa Romeo 8C Competizione de série.
La production s'est étalée entre 2013 et 2016 avec 4 coupés et 7 spyders.